# ジグミ・シンゲ・ワンチュク
ジグミ・シンゲ・ワンチュク（ゾンカ語: , ラテン文字転写: Jigme Singye Wangchuck, ワイリー方式: 'Jigs med Seng ge dBang pyug、ジグメ・シンゲ・ワンチュクとも、1955年11月11日 - ）は、第4代ブータン国王。開明的な国王として知られ、強大な国王の権限を徐々に縮小する民主化政策を進めた。

## 生涯

### 生い立ち
1955年11月11日ティンプーのデチェンチョリン宮殿にて誕生した。インドとイギリスに数年間留学した後、国王の為にパロに設立されたウゲン・ワンチュク・アカデミーで、少数の学友と共に、内外から厳選された教師団による教育を受けた。1971年に計画委員会議長に就任し、1972年には、実質上の王太子となるトンサ・ペンロプに任命された。
同年7月21日、父王ジグミ・ドルジ・ワンチュクが滞在先であるケニアのナイロビで崩御したため、16歳で急遽第4代国王に即位。この時点で彼はまだ16歳であり、世界最年少の国王として話題となった。2年後の1974年6月2日、戴冠式を迎えた。1988年10月31日に結婚。名門の出身ウギェン・ドルジと、同じく名門の出であるトウジ・ザム夫人の間の6人姉妹のうち、次女から五女の4姉妹を娶り、5男5女をもうける。1999年には戴冠25周年を迎えた。

### 政策

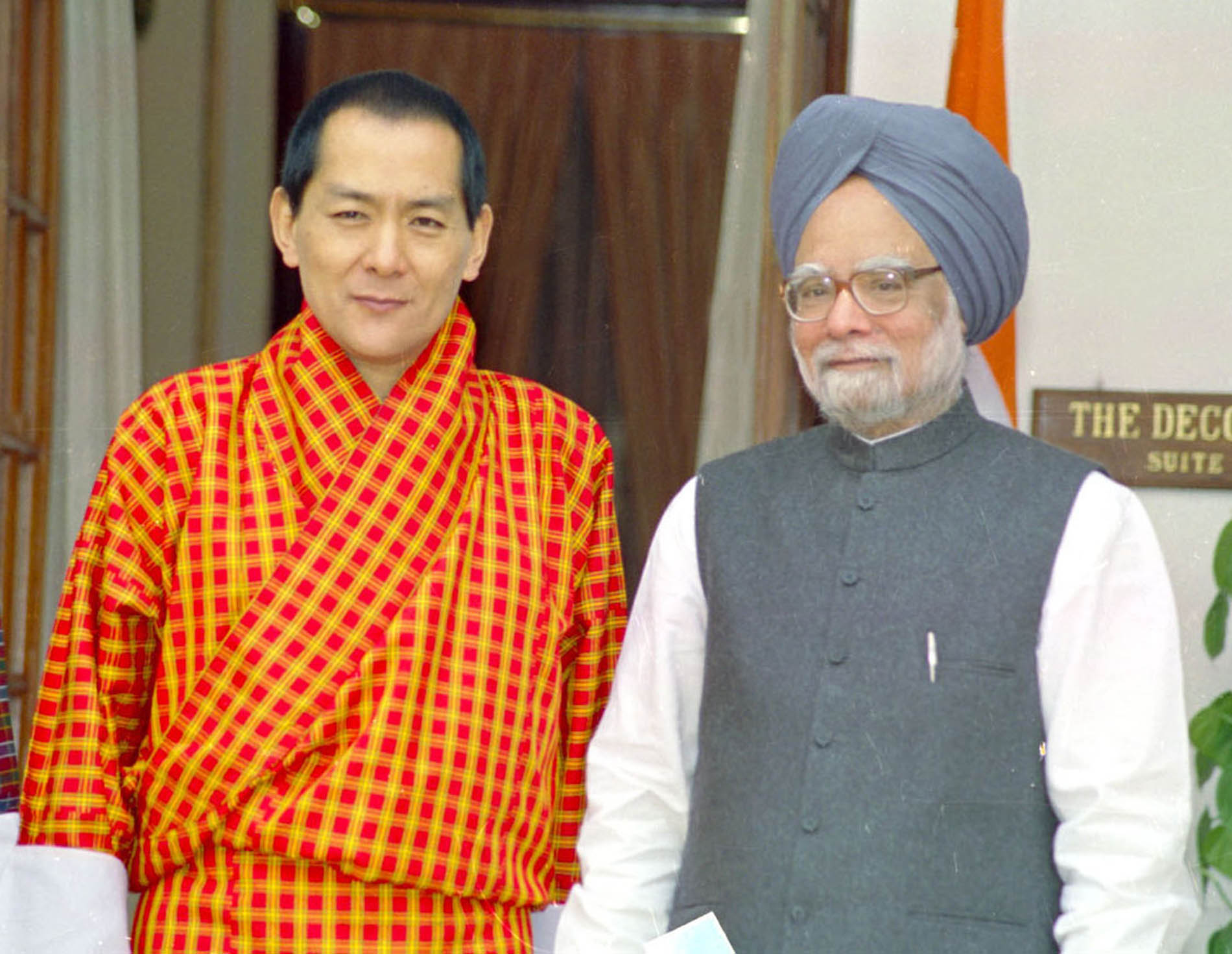
2005年1月25日、インドのマンモハン・シン首相と

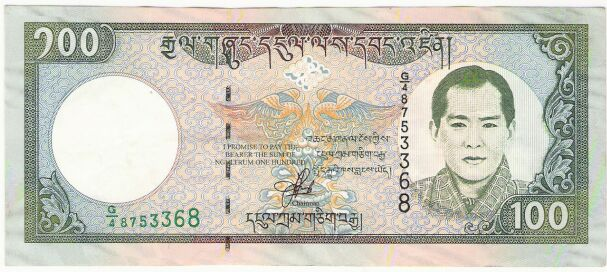
国王の御真影が描かれた100ニュルタム紙幣

統治面においては、その手腕を大いに発揮し、第3代国王の時代から進められてきた、国際社会参画と国内政治改革を一層推進した。内政に関しては、保守的な面と革新的な面を併せ持ち、国民総生産にかわる「国民総幸福量」 (GNH) という概念を提唱したことでも有名である。
革新的な面としては、1998年以降の国王権限の縮小を挙げる事ができる。行政の実権の返上と国家元首への専念を基本とし、国民議会に国王不信任決議の権利を付与し、国王定年制を提案、閣僚任命権を放棄し国会議員による無記名信任投票とし、任期を5年に定め、内閣を刷新した。また、行政の実権を担う首相職を設立し、各閣僚が任期1年の輪番制で首相を担当するというシステムを導入した。また、急速な近代化を憂い、「急ぎ過ぎない開発」を主眼とした自然環境の保護を進めている。
なお、国王の権限縮小は第3代国王の時代から徐々に実施されてきており（例えば1968年の国民議会議決拒否権の放棄、1969年の国民議会への国王不信任決議権付与）、形式上は絶対君主国家ではなくなった。
一方、保守的な面としては、国家的アイデンティティの補強が挙げられる。1985年の公民権法改正以降、急速な西欧化に苦慮した政府は、1989年に「ブータン北部の伝統と文化に基づく国家統合政策」を施行し、チベット系の民族衣装着用の義務付け、ゾンカ語の国語化、伝統的礼儀作法（ディクラム・ナムザ）の遵守などを実施した。これに不満を持ったネパール系住民が1988年以降反王制運動や反政府運動を繰り広げ、後に国外流出を招き、「南部問題」としてブータン政府を苦悩させた。
2003年には国内に潜伏していたアッサムゲリラの追放作戦を陣頭指揮しているが、その際にも「仏教徒としては、殺生が許されると思ってはならない」という訓示を行っている（オールクリア作戦）。

### 譲位
2006年12月9日に王令を出し、14日に第一王男子のジグミ・ケサル・ナムゲル・ワンチュクに譲位した。
現在、国王を退位し、自由に行動できるようになったことで、民衆の生活を自らの目で見るため、国内を巡り歩いているという。

## エピソード
- 1989年2月24日34歳のときに、昭和天皇の大喪の礼に参列するため、民族衣装「ゴ」の礼服姿で数人の供を連れて来日したが、他の国々のように、日本からの経済的支援や協力を仰ぐ、いわゆる「弔問外交」を行うこともなく、参列後はすぐに帰国の途についた。不思議に思った記者がわけを尋ねると、国王は「我々は天皇陛下に弔意を示すために来たのであり、お金の無心のために来たのではない」という言葉を残して帰国、その後、1ヶ月間も喪に服した[2]。